# Старі броненосці
Старі броненосці (англ. Old Ironsides) — американська історична драма режисера Джеймса Круза 1926 року.

## Сюжет
Американський бойовий корабель вступає в битву з піратами у Середземному морі в 18 столітті.

## У ролях
- Чарльз Фаррелл — комодор
- Естер Ралстон — Естер
- Воллес Бірі — Бос
- Джордж Бенкрофт — стрілець
- Чарльз Хілл Майлз — комодор Пребл
- Джонні Волкер — лейтенант Стівен Декатур
- Едді Фетерстон — лейтенант Річард Сомерс
- Гай Олівер — перший помічник
- Джордж Годфрі — кук
- Вільям Конклін — батько Естер